# Inne skuteczne metody obszarowej ochrony przyrody
Inne skuteczne metody obszarowej ochrony przyrody (ang. other effective area-based conservation measures lub w skrócie OECMs) - pomocniczne formy obszarowej ochrony przyrody niespełniające definicji obszaru chronionego wg IUCN, ale wykorzystujące nieformalną ochronę przyrody jako środek do osiągnięcia innych celów.
Konwencja o różnorodności biologicznej definiuje OECMs jako: „geograficznie zdefiniowany obszar inny niż obszar chroniony, który podlega nadzorowi lub zarządzaniu w sposób zapewniający pozytywne i długotrwałe wyniki ochrony różnorodności biologicznej in situ wraz z powiązanymi funkcjami i usługami ekosystemowymi, a tam, gdzie ma to zastosowanie, także wartościami kulturowymi, duchowymi, społeczno-gospodarczymi i innymi wartościami o znaczeniu lokalnym”.